# Ratusz w Buku
Ratusz w Buku – zabytkowy ratusz, zlokalizowany na południowo-wschodnim narożniku Placu Przemysława w Buku.
Po wielkim pożarze w 1858 roku, który strawił zabudowę centrum Buku i nie oszczędził ratusza, znajdującego się na środku rynku, podjęto decyzję o budowie nowej siedziby władz miejskich. Na ten cel przeznaczono teren znajdujący się na rogu obecnej ulicy Ratuszowej, prowadzącej z rynku do kościoła farnego i ulicy Poznańskiej, łączącej rynek z Placem Stanisława Reszki i prowadzącej dalej w stronę Poznania. Budynek został zaprojektowany w stylu eklektycznym z wyraźnymi wpływami neorenesansowymi. Budową, która trwała w latach 1897–1898 kierowali G. Kosicki (murarstwo) i Carl Ritter (ciesielstwo).
Ratusz, podobnie jak sąsiednie kamienice jest budynkiem jednopiętrowym z zagospodarowanym poddaszem. Budulec stanowiła czerwona cegła, przy czym wszystkie otwory okienne są otoczone białym obramowaniem, a parter jest otynkowany na kremowy kolor i ozdobiony boniowaniem. Na samym narożniku ratusza znajduje się wykusz, wydłużony o dekoracyjną wieżyczkę z zegarem. W drugą wieżyczkę, we wschodnim skrzydle wkomponowano stylizowany herb gminy.
Ratusz jest siedzibą Urzędu Miasta i Gminy Buk oraz organizacji społecznych. Jest wpisany do Gminnej Ewidencji Zabytków.